# Medea-Klasse
Die Medea-Klasse war eine Klasse von Zerstörern, die bei Ausbruch des Ersten Weltkriegs für die Griechische Marine im Bau waren. Die als Kriti und Lesvos bei John Brown sowie als Chios und Samos bei Fairfield vor Kriegsausbruch begonnenen Zerstörer wurden im August 1914 von der Royal Navy übernommen und für den Kriegseinsatz fertiggestellt. Alle Schiffe wurden auf Grund ihrer Herkunft nach Gestalten der griechischen Mythologie benannt.

## Entwurf und Baugeschichte
Ende 1913 bestellte Griechenland zwei Leichte Kreuzer und vier Zerstörer bei britischen Werften und Waffenherstellern. Den Auftrag für die Varianten der britischen Town-Klasse ging an Cammell, Laird & Company in Birkenhead. Der Auftrag für die nach griechischen Inseln zu benennenden Zerstörer erhielten Werften am Clyde. Jeweils zwei Schiffe sollten bei John Brown & Company in Clydebank (BauN°429/430) und bei Fairfield Shipbuilding and Engineering Company in Govan (BauN° 500/501) gebaut werden. Sie wurden nach einem privaten Entwurf gebaut, der den zeitgleich konstruierten Bauten der M-Klasse ähnelte. Sie besaßen die gleichen äußeren Abmessungen, hatten auch drei Schornsteine, von denen aber der vordere höher war. Die Kesselräume waren anders angeordnet als bei den britischen Aufträgen. Ungewöhnlich war, dass der Hauptmast der „griechischen“ Zerstörer höher ausfiel als der Vormast, was zu einem unverwechselbaren Erscheinungsbild führte. Die drei 4″-Geschütze verteilten sich auf das Vorderdeck, abweichend von den britischen Schiffen auf den Platz zwischen dem ersten und zweiten Schornstein und auf das Achterdeck. Clydebank hatte zuvor den Bau erster M-Zerstörer mit Milne, Moorsom und Morris (BauN° 426 bis 428) begonnen, Fairfields baute unter den Baunumern 504 und 505 mit Mandate und Manners auch Standardzerstörer der M-Klasse des ersten Folgeauftrags.
Der Baubeginn der Export-Zerstörer war im April 1914. Schon kurz nach Kriegsbeginn entschied sich die Admiralität für den Ankauf der Schiffe, von denen Melampus bei Fairfields am 16. Dezember 1914 als erstes vom Stapel lief; bis zum 27. März folgten die drei Schwestern, die auch mit M beginnende Namen aus der griechischen Mythologie erhielten. Den Namen Melampus hatten zuvor schon vier Schiffe der Royal Navy geführt, zuletzt bis 1910 ein Kreuzer der Apollo-Klasse. Medea, Melpomene und Medusa waren zuletzt für Kreuzer der Marathon-Klasse verwandt worden. Melpomene hieß kurzzeitig auch die Indefatigable der Apollo-Klasse, um ihren Namen für den im Bau befindlichen Schlachtkreuzer freizugeben.
Die Fertigstellung der vier Zerstörer der Medea-Klasse erfolgte zwischen Mai und August 1915.

## Einsatz

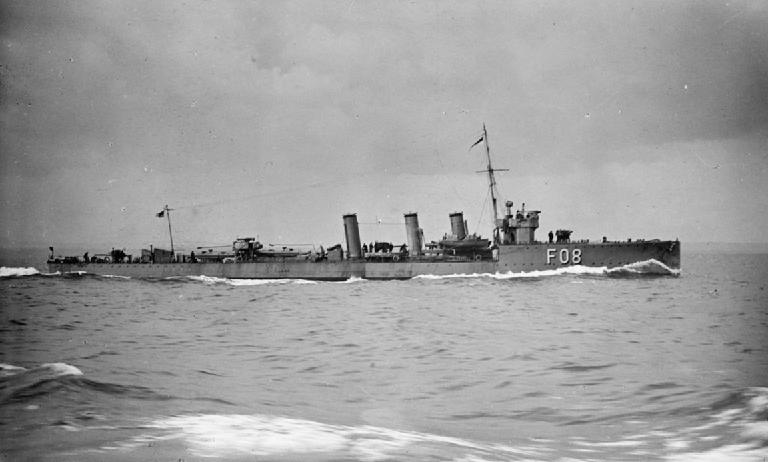
Oracle, Admiralty-M-type

Nach ihrer Fertigstellung kamen die Medea-Zerstörer im Sommer 1915 zur 10. Zerstörerflottille (10th DF) der „Harwich Force“. Anfang 1916 befanden die vier Zerstörer sich dort zusammen mit zwölf Zerstörern der M-Klasse. Darunter waren die beiden Hawthorn-M-specials mit vier Schornsteinen, drei Yarrow-M-specials mit zwei Schornsteinen, mit der Meteor auch ein Thornycroft-M-special sowie sechs Schiffe des Admiralitätsentwurfs, darunter mit Milne, Moorsom und Morris auch die in Clydebank gleichzeitig gefertigten Einheiten. Geführt wurde die Flottille vom Leichten Kreuzer Aurora und dem Flottillenführer Nimrod.
Am 24. März 1916 sicherte die Harwich Force mit der 5th Light Cruiser Squadron (Cleopatra (Flaggschiff von Kommodore Tyrwhitt), Penelope und Conquest) zwei Divisionen der 10th DF mit Aurora, Nimrod und den Zerstörern Meteor, Mastiff, Minos, Manly, Medusa, Murray, Mansfield and Morris sowie zwei Divisionen der 9th DF mit dem Kreuzer Undaunted, dem Flottillenführer Lightfoot und den acht Zerstörern Laforey, Liberty, Llewellyn, Laurel, Laertes, Lassoo, Laverock und Linnet der L-Klasse einen weiteren Angriff auf eine Luftschiffbasis des Seeflugzeugträgers Vindex, der sich irrtümlich gegen Hoyer, an der Küste Schleswigs hinter Sylt, richtete, wo die Briten die Luftschiffhallen vermuteten, die sich tatsächlich jedoch wenig weiter von der Küste in Tondern befanden.
Am 25. März 1916 flogen zwei Sopwith Baby und drei Short 184 einen Angriff auf den Luftschiffhafen. Sie fanden ihr genaues Ziel jedoch nicht; nur zwei Maschinen kehrten zur Vindex zurück.
Auf der Suche nach den fehlenden Flugzeugen rammte der Zerstörer HMS Laverock bei einem Gefecht mit zwei deutschen Vorpostenbooten nahe List die Medusa. Die beiden bewaffneten deutschen Vorpostenboote, die ehemaligen Fischdampfer Braunschweig und Otto Rudolf wurden versenkt und Lightfoot versuchte die volllaufende Medusa im Schlepp in Sicherheit zubringen. Den Schleppzug, der von deutschen Flugzeugen angegriffen wurde, sicherten anfangs Lassoo und Laertes. Letztere wurde durch die Aurora ersetzt. In der Nacht liefen zwei deutsche Torpedoboote durch den britischen Kreuzerverband, der das Feuer nicht eröffnete, um unentdeckt zu bleiben. Cleopatra rammte das zweite Boot (G 194) bei unsichtigem Wetter von maximal 3 sm und zerschnitt es. Durch das Manöver lief sie aber der Undaunted vor den Bug, die eine Kollision nicht mehr vermeiden konnte und dabei schwer beschädigt wurde. Tyrwhitts Verband war inzwischen in drei Gruppen zersplittert, und er wusste, dass inzwischen weitere deutsche Einheiten in See waren und die Deutschen zumindest das Problem mit der Medusa kannten. Das sehr schlechte Wetter führte zu einem erneuten Reißen der Schlepptrosse. Bei schwerer See gelang der Lassoo das Abbringen der Besatzung, und die Medusa wurde aufgegeben. Der treibende Zerstörer wurde von niederländischen Fischdampfern gefunden und nach Terschelling geschleppt, lief aber vor dem Hafen auf. Bemühungen, das schwer beschädigte Schiff abzubringen, blieben erfolglos. Sie war das einzige Schiff der Klasse, das im Weltkrieg verlorenging.
Die anderen Einheiten der Harwich Force erreichten ihre Basen ohne weitere Feindkontakte. Die Besatzungen der drei verlorenen Maschinen gerieten in Kriegsgefangenschaft.
Bei Kriegsende war die Melpomene bei der 6. Zerstörerflottille der „Dover Patrol“ im Einsatz, während Medea und Melampus in Tees bzw. Harwich U-Boot-Flottillen zugeordnet waren.

## Schiffe
| Name                                 | Bauwerft             | Kiellegung | Stapellauf | in Dienst  | Einsatz                                                             | Endschicksal                                                     |
| ------------------------------------ | -------------------- | ---------- | ---------- | ---------- | ------------------------------------------------------------------- | ---------------------------------------------------------------- |
| Medea H.9C 1.17:H.74                 | John Brown, BauN°429 | 06.04.1914 | 30.01.1915 | 22.06.1915 | 10th DF, November 1916 10th Submarine Flotilla, Tees, bis März 1919 | Mai 1921 zum Abbruch verkauft                                    |
| Medusa H.90                          | John Brown, BauN°430 | 06.04.1914 | 27.03.1915 | 01.07.1915 | 10th DF, 25. März 1916 nach Kollision mit Laverock aufgegeben       | schwerbeschädigt vor Terschelling gestrandet                     |
| Melampus H.44, 1.17:H.75             | Fairfield, BauN°500  | < 08.1914  | 16.12.1914 | 29.06.1915 | 10th DF, März 1916 8th/9th Submarine Flotilla bis 1919              | September 1921 zum Abbruch verkauft, der in Deutschland erfolgte |
| Melpomene H.09, 1.18:H.76, 9.18:H.50 | Fairfield, BauN°501  | < 08.1914  | 01.02.1915 | 16.08.1915 | 10th DF, März 1917 6th DF Dover bis März 1919                       | Mai 1921 zum Abbruch verkauft                                    |